# Garry Hay
Garry Hay (Irvine, 7 september 1977) is een Schotse voetballer (middenvelder) die sinds 1995 voor de Schotse eersteklasser Kilmarnock FC uitkomt. Hij speelt al zijn hele profcarrière voor Kilmarnock.
Hay speelde op 6 december 2005 een wedstrijd voor Schotland B tegen Polen (2-0 winst). Deze wedstrijd werd gespeeld in Rugby Park, het stadion van Kilmarnock.